# باتری (فیلم ۲۰۱۲)
باتری (انگلیسی: The Battery) فیلمی در ژانر ترسناک است که در سال ۲۰۱۲ منتشر شد.